# Leopoldino José da Silveira
Leopoldino José da Silveira (Belém, 5 de agosto de 1837 — Itajaí, 11 de julho de 1887) foi um político brasileiro.
Filho de Leopoldino José da Silveira e de Catarina do Nascimento Silveira.
Foi deputado à Assembleia Legislativa Provincial de Santa Catarina na 20ª legislatura (1874 — 1875), filiado ao Partido Conservador.